# Hilera (ejército)
En el ámbito militar, se llama hilera a la formación de un soldado tras de otro en situación perpendicular al frente.
Entre los romanos, la primera hilera se componía de soldados nacidos en la mismo ciudad de Roma. Al que formaba el primero de cada hilera llamaban cabeza de fila, y al postrero cola de fila. En el siglo XVI la hilera era una especie de columna de ataque, marchando los piqueros a la vanguardia y costados; a los flancos, con las distancias convenientes, la masa iba protegida por corazas, arcabuceros a caballo y caballos ligeros o volantes, según el servicio o expedición a que se destinaba la hilera.